# 爱/触摸/心
| 爱/触摸/心   |                                                                                           |
| 音乐剧海报   |                                                                                           |
| 首演时间地点 | Thai Rachadalai剧场 （2012年6月28日─2012年7月15日）                                       |
| 导演         | Boy Taknokite                                                                             |
| 主要演员     | Bie Sukrit Wisetkeaw Noona Nuengthida Sophon Gam Vishayanne Pinta Man Wishuad Aood Pentor |

浪漫音乐剧“爱/触摸/心” （英文：Rak/Jap/Jai The Romantic Musical，泰文：รักจับใจ เดอะโรแมนติกมิวสิคัล ）是一部音乐、舞蹈、舞台设计都极具时尚特征的现代音乐剧。由Exact & Scenario公司制作，Boy Takonkite担任导演。演出地点在Thai Rachadalai剧场。该剧讲述了一名花心歌手与一个盲女相恋的故事。男女主角分别由Bie Sukrit Wisetkeaw和Noona Nuengthida Sophon担纲出演。

## 剧情
当红歌手Sun（Bie饰），外号叫做“Traimart”（意为“四分之一”），因为他十分花心，和每个女孩交往都超不过3个月。一天，Sun到一家餐馆用餐。餐馆里有一个漂亮的盲女Wiw（Noona饰），父母在车祸中双双去世，只剩她和姐姐Wun（Gam 饰）还有一个收养的妹妹PaoPao（Pinta饰）相依为命。一天，Sun带着墨镜和帽子到那家餐馆吃饭，没有被人认出。Sun坐在那里，听到人们谈论他的绯闻，说他是个登徒子，到处追求女孩子。又喜新厌旧，没多久就去另寻新欢。Sun发现大家议论纷纷的时候，只有Wiw坐在那里好像一点也不在意。后来，Sun才知道Wiw的眼睛看不见，但却仍然对她渐生爱意。Wiw的姐姐Wun很讨厌花心的男人，千方百计地阻止Sun和Wiw交往。不过Paopao却非常喜欢Sun，她全力帮助Sun和Wiw摆脱姐姐的控制。后来，Wiw接受手术重见光明，却发现一直以来在自己身边的原来是臭名昭著的花心大少，于是她恨Sun并不愿再见他。而Sun却不肯放弃，他竭尽所能，希望Wiw能重新爱上他。

## 主要角色
| Bie 素格力·威塞哥       | Sun    | 著名歌星，男主角                 |
| Noona Nuengthida Sophon | View   | 盲女，女主角                     |
| Man Wishuad             | Fah    | 经理                             |
| Aood Pentor             | Nui    | 男主角的好友                     |
| Gam Wichayanee          | Voon   | 女主角的姐姐，一个有复杂经历的人 |
| Pinta                   | BaoBao | 女主角家收养的小孩，非常喜欢Sun  |

## 曲目
- 爱/触摸/心
- Na But Now
- 只要闭上眼睛
- 呼吸变成歌声
- 关于信任
- Smile

## 演出

### 特别场次
- 浪漫音乐剧：爱触摸心，2012年6月28日 [3]

### 票价
- 票价 2,800 / 2,300 / 1,800 / 1,500 / 1,000 / 500 泰铢 [1]